# The Evil Within: The Executioner
The Evil Within: The Executioner (с англ. — «Зло внутри: Палач») — дополнение к компьютерной игре The Evil Within, разработанное Tango Gameworks и выпущенное Bethesda Softworks. В дополнении нет дополнительных уровней сложности по выбору, единственный доступный режим игры — «Выживание». В отличие от основной игры и предыдущих DLC, главным героем становится один из боссов, встречающийся по сюжету оригинальной игры. Выход дополнения состоялся 26 мая 2015 года для Windows, PlayStation 3, PlayStation 4, Xbox 360 и Xbox One.

## Игровой процесс

Поединок с одним из боссов

The Evil Within: The Executioner — компьютерная игра в жанрах survival horror и action. Игроку предстоит взять на себя роль палача (Хранителя), который встречается в оригинальной The Evil Within в качестве босса. Геймплей состоит в продвижении по коридорным локациям и прокачке оружия главного героя. У Хранителя имеется внушительный арсенал различного оружия, например: бензопила, молот, РПГ и меч хранителя. Также, как и в оригинальной игре, имеется побочное задание в виде сбора различных записок, которые раскрывают сюжет.
За убийство монстров, врагов и боссов в игре дают жетоны памяти (монеты) различной ценности, которые используются для покупки инвентаря, оружия и улучшений в магазине. Жетоны памяти могут быть спрятаны в секретных местах. Валюта используется в магазине, который находится в виде хранилища на стене в определённых зонах игры. Хранитель сражается с врагами, используя оружие ближнего боя. После нескольких ударов оно оглушает противника. Каждое оружие ближнего боя имеет свои собственные добивающие приёмы, которые Хранитель может использовать против определённых типов врагов. Если враг подойдёт слишком близко, Хранитель может блокировать его атаки, чтобы подготовиться к ответному удару, пока противник оглушён. Также в арсенале есть несколько ловушек, гранат и даже ракетная установка. Для восстановления здоровья Хранитель собирает аптечки, которые разбросаны по особняку.

## Сюжет
Сюжет продолжает историю после окончания The Evil Within. Администрация антагонистической группы учёных MOBIUS взяла данные из дела главной героини пациентки Лесли Уизерс, чтобы проверить можно ли повторить методы побега Рувика Викториано, используя новую систему STEM, которую они сконструировали. Потеряв контроль над новой партией подопытных, одним из которых является девочка Марта Мартин, они предлагают её отцу Педро шанс войти в пространство STEM, используя аватар Хранителя. Главный герой по имени Педро погружается в систему STEM, в которой он пытается найти свою дочь Марту, застрявшую в извращённом «коллективном разуме». Однако протагонист не сохраняет человеческий облик, превращаясь в монстра с сейфом вместо головы и огромным молотом в руках. Педро по дороге находит записки и заметки, но достойных внимания сведений там нет. Авторы игры не делали сильный упор на развитие сюжетной линии, в отличие от развития экшена.
Действие разворачивается в особняке Викториано. Игровой процесс включает в себя ближний бой с элементами исследования. Сюжет рассказывает о судьбе человека, которому довелось стать Хранителем. Главный герой, Педро, должен сражаться с неконтролируемыми субъектами, которые плохо влияют на умственное состояние Марты. Как только Марта достигнет последней стадии деградации, её уже невозможно будет спасти. Однако, читая её записи, Педро осознаёт, что скорость её деградации происходит быстрее, чем предполагали даже в MOBIUS. Чтобы окончательно спасти свою дочь, Педро предстоит сразиться с тёмным проявлением своего собственного аватара — Тёмным Хранителем, который стремится навсегда оставить Марту в тёмном коллективном разуме. Победить своего тёмного двойника оказывается не так просто, но, понимая, что его можно уничтожить, только разрушив голову-сейф своего собственного аватара, Педро спасает Марту.
Последняя сцена показывает Марту, проснувшуюся в реальном мире, стоящую рядом с Педро в его STEM-капсуле, теперь обретшую покой и, возможно, пережившую психическую травму его самопроизвольного разделения.

## Разработка
Разработчики ещё до выхода The Evil Within объявили, что для игры выйдет три дополнения. 12 мая 2015 года Tango Gameworks выпустили трейлер, раскрывающий дату выхода дополнения. Релиз дополнения состоялся 26 мая 2015 года на Windows, PlayStation 3, PlayStation 4, Xbox One, Xbox 360.

## Отзывы критиков
| Сводный рейтинг       | Сводный рейтинг |
| Агрегатор             | Оценка          |
| --------------------- | --------------- |
| Metacritic            | 59/100          |
| OpenCritic            | 60/100          |
| Иноязычные издания    |                 |
| Издание               | Оценка          |
| IGN                   | 6,5/10          |
| Русскоязычные издания |                 |
| Издание               | Оценка          |
| «Игромания»           | 7/10            |

The Evil Within: The Executioner получила смешанные отзывы от критиков, согласно агрегатору рецензий Metacritic.
Люси О’Брайен из IGN отметила, что «несмотря на то, что в переизбытке насилия в The Executioner можно найти некоторый катарсис, бои не настолько захватывающие и интересные, чтобы выделить их из ряда игр в жанре ужасов от первого лица». По мнению Олега Чимде из «Игромании» у Синдзи Миками получилось «очень неожиданное, издевательское, но всё же потрясающее завершение истории». Михаил Шкредов из iXBT Games отметил хорошие поединки с врагами, новое оружие и битвы с боссами, но при это он остался недоволен сюжетом.

### Комментарии
1. ↑  В начале игре доступен только молот, по мере прохождения будет возможность открыть весь арсенал.